# Gabriel Taborin
Gabriel Taborin, né le 1er novembre 1799 à Belleydoux (Ain) et mort le 24 novembre 1864 à Belley, est un religieux français, fondateur des frères de la Sainte Famille de Belley, congrégation laïque enseignante.

## Biographie
Gabriel Taborin naît dans une famille rurale pieuse. Il reçoit sa première éducation du curé du village, car le village ne possédait plus d'école depuis la Révolution française. À douze ans, il réunit les enfants du village pour aider le curé dans leur instruction. Il étudie ensuite dans d'autres écoles et en 1817 revient dans son village pour devenir instituteur. Il sent l'appel de Dieu à l'âge de vingt-quatre ans, alors qu'il est catéchiste et servant de messe à la cathédrale de Saint-Claude. et décide de se consacrer à l'enseignement des garçons des campagnes et au catéchisme.
Il voyage pendant un an dans la région, à la recherche d'un lieu pour réaliser son idéal. C'est en 1827 qu'il rencontre Mgr Devie, évêque de Belley, qui le conseille sur la voie à prendre. Il réunit les premiers postulants en 1833. Il fait sa profession religieuse le 3 novembre 1838 à Belmont. Grâce au soutien du saint curé d'Ars, il trouve des compagnons pour ouvrir de nouvelles écoles paroissiales, dont celle d'Ars. La congrégation essaime en Savoie et dans le Bugey.
Grégoire XVI approuve la congrégation en 1841. Infatigable, le frère Gabriel visite les écoles et entretient une immense correspondance avec ses frères. Il écrit même des ouvrages de spiritualité et de grammaire française.
Il meurt à l'âge de soixante-cinq ans, le 24 novembre 1864, dans sa maison de Belley, fondée en 1840. Il a été déclaré vénérable par Jean-Paul II en 1991.

## Source
- (it) Cet article est partiellement ou en totalité issu de l’article de Wikipédia en italien intitulé « Gabriel Taborin » (voir la liste des auteurs).